# Ernst Welteke

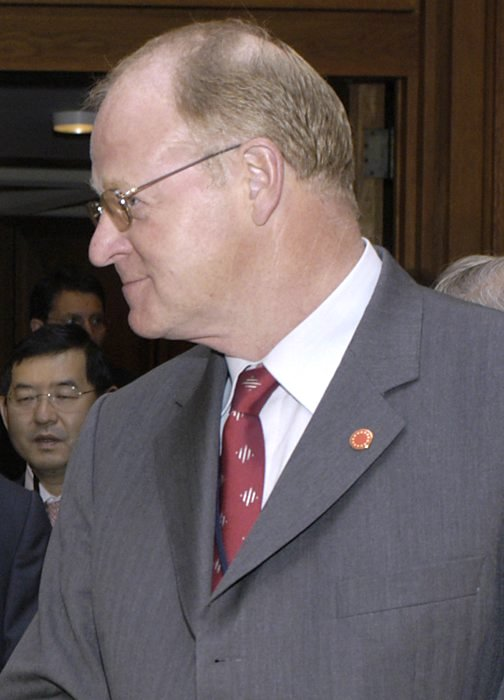
Ernst Welteke

Ernst Welteke (* 21. August 1942 in Korbach) ist ein deutscher SPD-Politiker und Volkswirt. Er war von 1999 bis 2004 Präsident der Deutschen Bundesbank.

## Leben
Der gelernte Landmaschinenmechaniker erwarb sein Abitur über den Zweiten Bildungsweg auf dem Wiesbadener Hessenkolleg und studierte anschließend Volkswirtschaft in Marburg sowie an der Johann Wolfgang Goethe-Universität in Frankfurt am Main. Seine politische Karriere begann der Diplom-Volkswirt in der Kommunalpolitik (als Kreistagsabgeordneter und SPD-Vorsitzender im Hochtaunuskreis) und seit 1972 als Mitarbeiter des hessischen Ministerpräsidenten Albert Osswald.
1974 wurde er Mitglied des Hessischen Landtags, dem er bis 1995 angehörte. Er kandidierte im Wahlkreis Hochtaunus II, wurde aber über die SPD-Landesliste gewählt. Seit 1984, dem Beginn der ersten rot-grünen Koalition, war Welteke mit einer kurzen Unterbrechung (von April 1987 bis zum Rücktritt von Hans Krollmann im Februar 1988) Vorsitzender der SPD-Landtagsfraktion.
Bei der Neuauflage von Rot-Grün in Hessen 1991 wechselte Welteke als Wirtschaftsminister in das Kabinett von Ministerpräsident Hans Eichel. Nach dem durch die Lotto-Affäre bedingten Rücktritt von Annette Fugmann-Heesing als Finanzministerin übernahm Welteke 1994 das Finanzressort.
1995 wurde Welteke – auf Vorschlag seines langjährigen politischen Weggefährten Eichel – zum Präsidenten der Landeszentralbank in Hessen ernannt. In dieser Zeit überzeugte Welteke zahlreiche Kritiker, die bei seiner Ernennung daran gezweifelt hatten, ob ein langjähriger Berufspolitiker die nötige Fachkompetenz für dieses Amt habe.
Am 1. September 1999 wurde Welteke – erneut durch den Einsatz von Hans Eichel, der mittlerweile Bundesfinanzminister war – Präsident der Deutschen Bundesbank und trat damit die Nachfolge von Hans Tietmeyer an. In dieser Eigenschaft vertrat er auch die Interessen der Bundesbank im Rat der Europäischen Zentralbank.

### Adlon-Affäre
Anfang April 2004 veröffentlichte das Nachrichtenmagazin Der Spiegel Steuerbelege der Dresdner Bank über die Kostennoten eines Besuchs Weltekes bei den Berliner Feierlichkeiten am Abend der Euro-Bargeld-Einführung. Kurz danach trafen drei anonyme Briefe im Bundesfinanzministerium ein, die Belege über den Adlon-Aufenthalt enthielten.
Am 5. April 2004 kündigte Welteke an, die umstrittenen Übernachtungen im Berliner Luxushotel Adlon selbst zu zahlen. Er räumte ein, dass sein umstrittener Hotelaufenthalt zu „Kritik und Missverständnissen“ in der Öffentlichkeit geführt habe. Der 61-Jährige war mit seiner Frau, seinem Sohn und dessen Freundin von der Dresdner Bank zu einem mehrtägigen Verbleib anlässlich der Feier ins Hotel Adlon eingeladen worden. Die Kosten beliefen sich auf über 7500 Euro.
Am 6. April leitete die Frankfurter Staatsanwaltschaft ein Ermittlungsverfahren wegen des Verdachts der Vorteilsannahme ein, ab dem 7. April ließ Welteke auf Empfehlung des Vorstandes der Bundesbank seine Ämter ruhen. Interimsvorsitzender wurde Jürgen Stark. Darauf folgte Axel A. Weber.

### Rücktritt
Am 16. April 2004 legte Welteke sein Amt nieder, womit die so genannte Adlon-Affäre ihr vorläufiges Ende fand. Der Rücktritt wurde offenbar auch durch Recherchen der ARD herbeigeführt, nach denen der Volkswirt zusammen mit seiner Gattin im Juni 2003 einer Einladung des BMW-Konzerns zum Formel-1-Rennen nach Monaco gefolgt war und lediglich die Flugkosten selbst übernommen hatte. Zum Konzern, der die Informationen mittlerweile bestätigte, gehört auch die BMW Bank, über die Welteke als Bundesbankpräsident Aufsicht zu führen hatte.
Nachdem das ARD-Hauptstadtstudio am Vormittag des 16. Aprils bei der Bundesbank um Stellungnahme gebeten hatte, gab die Bank abends den Rücktritt Weltekes bekannt.

### Neue Aktivitäten
Welteke war von 2003 bis 2004 Vorsitzender des Kuratoriums der Deutschen Bundesstiftung Umwelt.
Im Juni 2005 wurde Welteke unabhängiges Mitglied des Board of Directors der Bank Zentr-Invest in Rostow am Don. Die südrussische Bank Zentr-Invest wurde 1992 gegründet und liegt mit Aktiva von knapp zehn Milliarden Rubel (fast 290 Millionen Euro) auf Platz 85 in Russland. Größter Einzelaktionär ist die Europäische Bank für Wiederaufbau und Entwicklung (EBWE), deren Anteil nach unterschiedlichen Angaben zwischen 20,4 und 25,2 Prozent beträgt.
Von August 2006 bis zum 2. Januar 2019 war Welteke Aufsichtsratsvorsitzender der Thesauros AG, einer 2006 gegründeten Unternehmensberatung mit Sitz in Köln, die sich als Aktiengesellschaft auf fach- und branchenspezifische Beratungsleistungen innerhalb der Immobilienwirtschaft fokussiert.
Ernst Welteke ist seit 2008 auch Direktoriumsmitglied der Banco Kwanza Invest, einer angolanischen Investitionsbank. Sie wurde von José Filomeno de Sousa dos Santos, einem Sohn von Staatspräsident José Eduardo dos Santos, gegründet.
Im Sommer 2006 trennte sich seine 20 Jahre jüngere Ehefrau Bettina Wieß von ihm.
Im Rahmen der Vermögensauseinandersetzungen dieser Trennung stand Welteke im Dezember 2006 erneut im Licht der Öffentlichkeit, als er vor dem Verwaltungsgericht Frankfurt eine Erhöhung seiner Pension einklagte. Statt der ihm zugesprochenen 8.000 Euro monatlich verlangte Welteke rund 24.000 Euro. Zur Begründung führte er an, bei der Berechnung der Pension seien vorangegangene Tätigkeiten unter anderem als Landtagsabgeordneter und Minister nicht ausreichend berücksichtigt worden. Das Gericht sprach Welteke einen Anspruch von rund 12.500 Euro monatlich zu, stellte aber im Nachgang fest, dass es bei der Ermittlung der Pensionshöhe zu einem Rechenfehler gekommen ist und Welteke einen Anspruch von rund 8.400 Euro habe.
Auf die Berufung von Welteke hat der Hessische Verwaltungsgerichtshof (VGH) in Kassel am 24. Juni 2008 entschieden, dass Welteke vom Land Hessen eine Abgeordnetenpension für seine 17 Jahre als Landtagsabgeordneter von monatlich 4.545 Euro erhält. Eine so genannte Altersentschädigung war ihm von Hessen verweigert worden, weil er ausreichend Geld von der Deutschen Bundesbank bekomme. Die Klage Weltekes gegen die Deutsche Bundesbank, seine dortigen Bezüge von 8.550 auf 15.247 Euro monatlich zu erhöhen, wies der VGH letztinstanzlich ab. Damit bekommt der frühere Bundesbankchef 13.095 Euro im Monat (Az.: 1 UE 319/07 und 2602/07). Die Nachzahlung erfolgt rückwirkend ab Mai 2004.

## Schriften
- Diethard B. Simmert (Hrsg.), Ernst Welteke (Hrsg.): Die Europäische Zentralbank. Deutscher Sparkassen Verlag, 1999, ISBN 3-09-301300-3.
- Ernst Welteke, Gustav A. Schröder, Markus B. Hofer (Hrsg.): Perspektiven der Märkte für Finanzdienstleistungen. Deutscher Sparkassen-Verlag, Stuttgart 2004, ISBN 3-09-301285-6.